# Arsal
Arsal (también Aarsal, Ersal o 'Irsal; en árabe: عرسال‎), es una pequeña localidad del Líbano situada al este de Labweh, a 124 kilómetros al noreste de Beirut, en el Distrito de Baalbek de la Gobernación de Baalbek-Hermel. La población se compone predominantemente de musulmanes suníes.
Es un pueblo tradicional situado en la ladera de la Cordillera del Antilíbano.  La zona es conocida por ser uno de los pocos lugares en el Antilíbano con un buen suministro de agua.

## Historia
Un folleto del Ministerio libanés de Turismo sugiere que el nombre "Arsal" o "Ersal" significa "Trono de Dios" en arameo. En el pueblo están documentados varios bancos cortados en la roca (mastaba), numerosos monumentos históricos en las colinas cercanas y una antigua estructura fortificada en el cercano Wadi Al-Toun, de fecha desconocida.

### Guerra Civil Siria
Desde el inicio de la Guerra Civil Siria, Arsal se convirtió en un bastión de apoyo a los rebeldes sirios contrarios al gobierno de Asad, dado que tanto el pueblo como los rebeldes eran mayoritariamente suníes. Desde mediados de 2012, los rebeldes usaron el pueblo como base en la retaguardia, junto con las Montañas de Qalamun, para retirarse, suministrarse y preparar ataques contra las afueras del norte de Damasco.
El 17 de septiembre de 2012, aviones de ataque a tierra sirios lanzaron tres misiles a 500 metros sobre la frontera, en territorio libanés, cerca de Arsal. Los aviones estaban persiguiendo a rebeldes en las proximidades. El presidente libanés Michel Sleiman lanzó una investigación a causa del ataque, aunque no culpó públicamente a Siria por el incidente.
El 22 de septiembre de 2012, un grupo de miembros armados del Ejército Libre Sirio atacaron un puesto fronterizo cercano a Arsal. Fue la segunda incursión en una semana. El Ejército libanés persiguió a los rebeldes hasta las colinas y los arrestó, aunque más tarde liberó a algunos rebeldes debido a la presión de los habitantes locales. Michael Sleiman alabó las acciones tomadas por el ejército como muestra de que los militares mantenían la postura libanesa de neutralidad. Hizo un llamamiento a los residentes fronterizos a «estar al lado de su ejército y ayudar a sus miembros». 
Desde mediados de 2012, Siria pidió repetidamente realizar una intensificada ofensiva contra los rebeldes que, según alegaba, se escondían en las ciudades fronterizas libanesas. Para entonces, unos cuatrocientos niños refugiados de la guerra habían sido desplazados hasta el pueblo, donde las escuelas tan solo tenían plazas para cien estudiantes. La situación reflejaba una creciente crisis que estaba desbordando el sistema educativo de Becá.
El 2 de febrero de 2013, el Ejército libanés fue la víctima de una emboscada armada en el pueblo mientras estaban buscando arrestar a Jaled Homayed. Dos oficiales murieron y varios soldados fueron heridos. Homayed estaba implicado con la organización Fatah al-Islam, responsable de muchos ataques mortíferos contra el Ejército libanés, así como del secuestro de siete estonios en 2011. Supuestamente, también era miembro activo del Ejército Libre Sirio. Los habitantes se negaron a colaborar con el Ejército para revelar el paradero de los hombres armados responsables de la emboscada.
En agosto de 2014, el ISIS y sus aliados lanzaron una invasión a gran escala contra Arsal, y se enfrentaron a tropas libanesas, sirias y miembros de Hezbolá durante cinco días antes de retirarse de nuevo hacia Siria.

## Economía
Arsal es conocido por su industria local de alfombras hechas a mano.

## Ain Choaab
El yacimiento de Ain Choaab o Ain Chaub se encuentra en unas colinas cercanas, en la carretera principal entre Arsal y Labweh. Hay varios refugios de roca natufienses situados a 80 metros por encima del lecho del uadi, a los que se puede acceder por una empinada subida hasta una cresta. En 1970, Bruce Schroeder encontró y recogió herramientas de sílex en el yacimiento.